# Southland (3.ª temporada)
A terceira temporada de Southland estreou em 2011.

## Episódios
| Nº # | Episódio # | Título           | Dirigido por        | Escrito por                                                                               | Audiência EUA (milhões) | Data de Lançamento      | Código de Produção |
| --- | ---------- | ---------------- | ------------------- | ----------------------------------------------------------------------------------------- | ----------------------- | ----------------------- | ------------------ |
| 14 | 1          | "Let It Snow"    | Christopher Chulack | Ann Biderman & John Wells                                                                 | 2.11                    | 4 de janeiro de 2011    | 3X6751             |
| Lydia se ajusta com seu um novo parceiro. Russell lida em ter um trabalho de escrivaninha. Sammy e Nate procuram por o assassino de duas gangues. Ben chama a atenção de uma mulher atraente, e John luta com o aumento da dor.                                                                         |            |                  |                     |                                                                                           |                         |                         |                    |
| 15 | 2          | "Punching Water" | Christopher Chulack | Cheo Hodari Coker                                                                         | 1.64                    | 11 de janeiro de 2011   | 3X6752             |
| Sammy e Nate se sentem ameaçados quando Sal chama Lydia e Josie para ajudá-los a resolver uma série de assassinatos de gangues; John deve ficar de olho em Dewey após sua passagem por clínicas de reabilitação; Ben passeia com Chickie.                                                               |            |                  |                     |                                                                                           |                         |                         |                    |
| 16 | 3          | "Discretion"     | Nelson McCormick    | Jonathan Lisco                                                                            | 2.11                    | 18 de janeiro de 2011   | 3X6753             |
| Ben procura se vingar do estuprador de sua mãe quando ele é libertado da prisão; Sammy lida com a traição de sua esposa. |            |                  |                     |                                                                                           |                         |                         |                    |
| 17 | 4          | "Code 4"         | Felix Alcalá        | Teleplay by: Will Rokos Story by: Diana Son and Will Rokos                                | 2.20                    | 25 de janeiro de 2011   | 3X6754             |
| Joe dá a Ben várias dicas sobre ser um policial; Sammy fica com a família de Nate enquanto ele resolve seus problemas conjugais; Lydia e Josie lidam com um caso de assassinato relacionado com drogas.                                                                                                 |            |                  |                     |                                                                                           |                         |                         |                    |
| 18 | 5          | "The Winds"      | Christopher Chulack | Teleplay by: Heather Zuhlke Story by: Robin Green & Mitchell Burgess & Healther Zuhlke    | 1.82                    | 1 de fevereiro de 2011  | 3X6755             |
| Lydia e Josie investigam um caso de estupro complicado no Westside; John se conecta com um adolescente abandonado, enquanto também lida com ter que depor na audiência de liberdade condicional de seu pai.                                                                                             |            |                  |                     |                                                                                           |                         |                         |                    |
| 19 | 6          | "Cop or Not"     | J. Michael Muro     | Cheo Hodari Coker                                                                         | 1.80                    | 8 de fevereiro de 2011  | 3X6756             |
| Lydia lida em ser o centro das atenções enquanto trabalha em um caso de assassinato de celebridades; Sammy sai para patrulhar; John e Ben ficam frustrados com um detalhe de segurança. |            |                  |                     |                                                                                           |                         |                         |                    |
| 20 | 7          | "Sideways"       | Allison Anders      | Jonathan Lisco                                                                            | 1.98                    | 15 de fevereiro de 2011 | 3X6757             |
| Lydia é suspensa de suas funções e se aproxima de uma testemunha ferida; Chickie é assombrada por uma perseguição em alta velocidade; John tenta limpar um bairro. |            |                  |                     |                                                                                           |                         |                         |                    |
| 21 | 8          | "Fixing a Hole"  | Christopher Chulack | Teleplay by: Cheo Hodari Coker Story by: Will Rokos                                       | 2.05                    | 22 de fevereiro de 2011 | 3X6758             |
| Sammy procura respostas no deserto; Lydia e Josie cuidam de uma testemunha importante antes de um julgamento por assassinato; John e Ben ajudam uma criança necessitada. |            |                  |                     |                                                                                           |                         |                         |                    |
| 22 | 9          | "Failure Drill"  | J. Michael Muro     | Teleplay by: Chitra Elizabeth Sampath Story by: Jonathan Lisco & Chitra Elizabeth Sampath | 1.85                    | 1 de março de 2011      | 3X6759             |
| O problema com drogas do oficial John Cooper fica pior à medida que Ben Sherman se aproxima do final do seu período de formação. Enquanto isso, Lydia Adams está envolvida em um tiroteio, enquanto está preocupada com uma vítima adolescente e Sammy Bryant volta sua atenção para a sua paternidade. |            |                  |                     |                                                                                           |                         |                         |                    |
| 23 | 10         | "Graduation Day" | Christopher Chulack | Teleplay by: John Wells Story by: Heather Zuhlke                                          | 2.35                    | 8 de março de 2011      | 3X6760             |
| O oficial Ben enfrenta seu último dia como um novato e sustenta a dependência crescente de seu parceiro em analgésicos. Enquanto isso, o detetive Sammy Bryant é designado a um novo parceiro. |            |                  |                     |                                                                                           |                         |                         |                    |